# ケロウナ
ケロウナ（英語: City of Kelowna）は、カナダのブリティッシュコロンビア州南部にある都市。人口は14万4576人（2021年）で、都市圏人口は約22万人である。州内ではバンクーバーとビクトリアに次いで3番目に大きな都市である。
静かなオカナガン湖の景観に加え、穏やかな気候のため人気の都市で、近年カナダでも指折りの速さで開発が進んでいる。カナダ人が老後に一番住みたい町にも選ばれている。

## 歴史
1859年、当時"L'anse au sable"（砂の湾）と呼ばれていたケロウナに、フランス人神父チャールズ・M・パンドシーが到着し、初のヨーロッパ系居住者となった。
1905年5月4日にケロウナが正式に創設された。ケロウナとは先住民の言葉で「ハイイログマ」という意味である。

## 地理

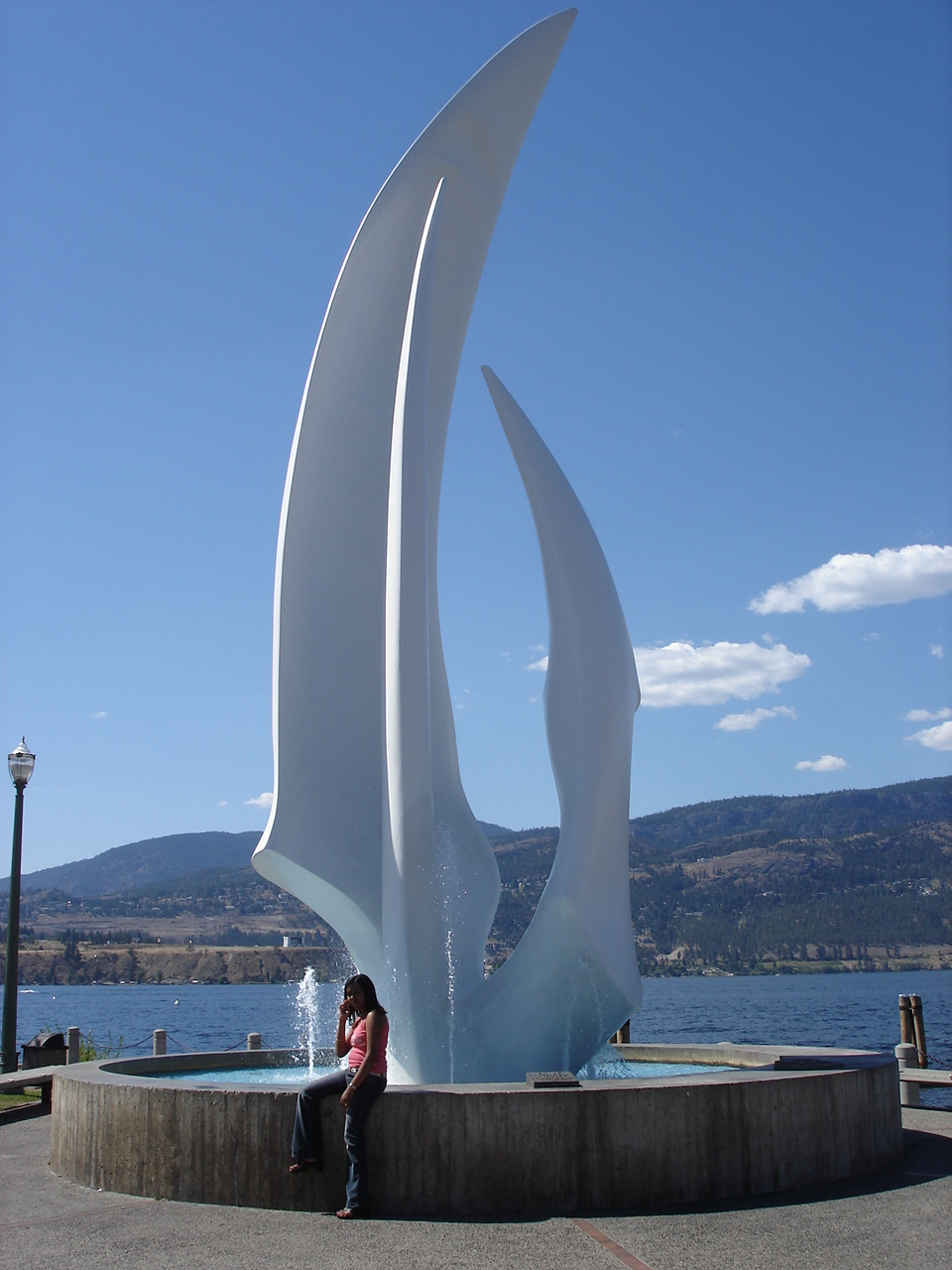
オカナガン湖畔にある市のシンボル、セイル

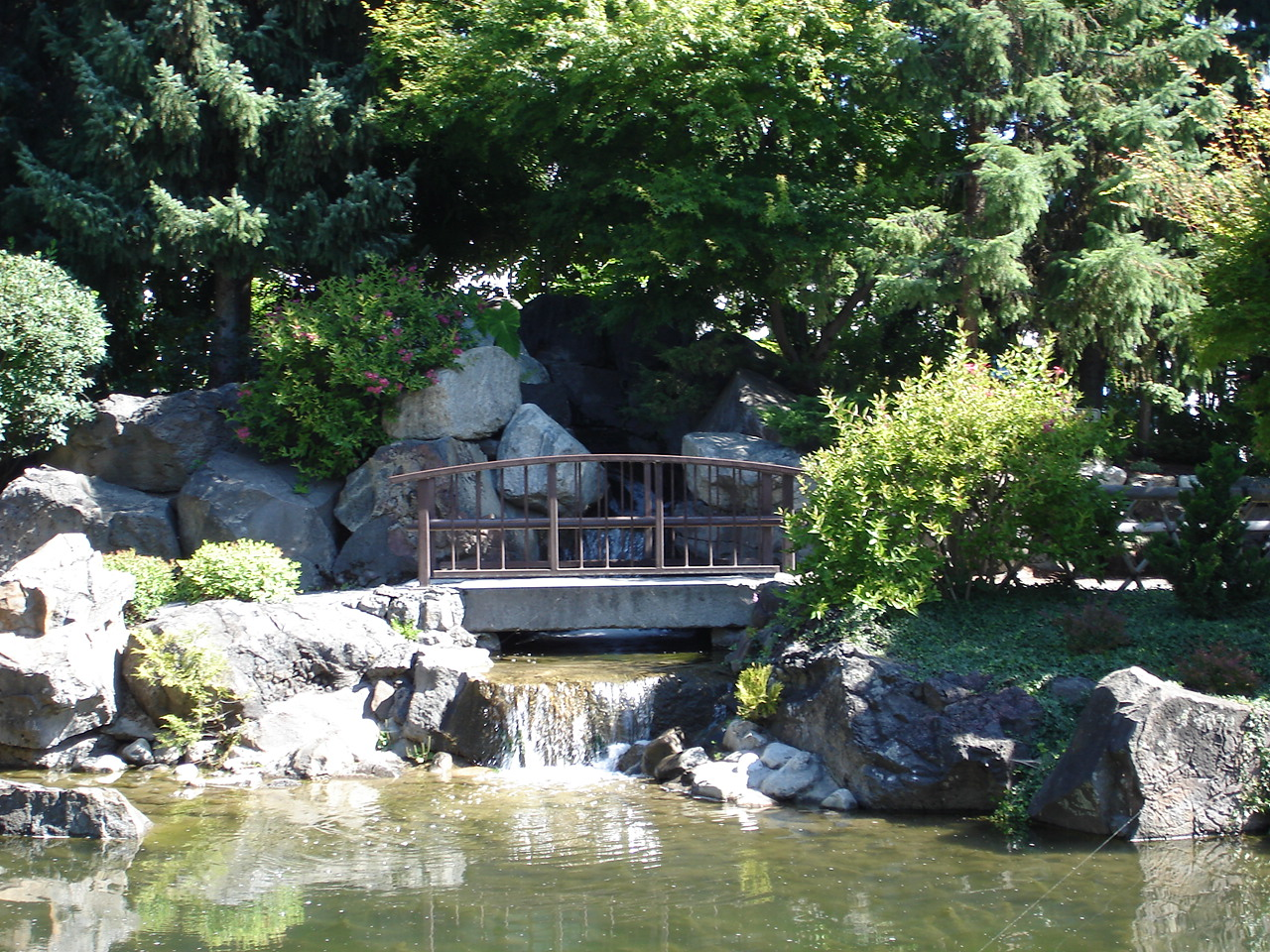
春日井ガーデン

市は南北に長く、オカナガン湖の東に広がっている。市の中心部は湖の東側。オカナガン湖を挟んだ西側にはウェストケロウナがあり、BC州道97号線の一部、5車線のウィリアム・R・ベネット橋で結ばれている。ちなみに、ウィリアム・R・ベネット橋は、オカナガン湖を横断する唯一の橋。
ブリティッシュコロンビア州最大の都市バンクーバーからは、東へ直線距離約275 kmの場所に位置する。高速道路経由では約400 km、4時間程かかる。

### 気候
ケロウナはカナダの中では、年間通じて比較的乾燥した温和な気候である。ケロウナは、湿潤大陸性気候（Dfb）に分類されるが、地域南部ではステップ気候（BSk）に分類される。
ロッキー山脈やコロンビア山そしてオカナガン湖に囲まれているため、冬季でもカナダの他の地域と比べ比較的温暖であるものの、北極からの寒気団に覆われると、最低気温が氷点下25℃を下回る猛烈な寒さとなり、過去には1968年12月30日に-36.1℃を観測している。このように、温暖な気候というイメージとは違い、非常に気温は低くなる日がある点で、バンクーバーなどと比べると、はるかに寒さは厳しい。しかしながら、晴天が多く、風も弱いために、体感的はそれほど寒く感じないことが、多くのカナダ人にとってケロウナは温暖な気候であるという印象を抱かせてきた。近年は冬季は急速に温暖化しており、1月の平均気温は1961-1990年平均値の-4.5℃と比べると1981-2010平均値では2.0℃も上昇し、-2.5℃となった。
夏季の7月の平均最高気温は27.9℃になり、晴れの日が多いため日中の気温は35℃を超える事も珍しくなく、2021年6月29日には過去最高の45.7℃を記録している。ただ、真夏でも夜間には10度近くまで気温が下がり、湿度も低いために比較的過ごしやすい。年間降水量は386.9 mm程度と少なく、年間降雪量は89.0 cmである。年間を通して乾燥しているため、山火事のリスクが非常に高く、2003年に山火事が発生した際には27,000人が避難した。
ケロウナはカナダの中でも風が最も穏やかな地域であり、風速が5 km/h以下の日の平均は年間363日である。
| ケロウナ（ケロウナ国際空港）(1981−2010年平均)の気候 | ケロウナ（ケロウナ国際空港）(1981−2010年平均)の気候 | ケロウナ（ケロウナ国際空港）(1981−2010年平均)の気候 | ケロウナ（ケロウナ国際空港）(1981−2010年平均)の気候 | ケロウナ（ケロウナ国際空港）(1981−2010年平均)の気候 | ケロウナ（ケロウナ国際空港）(1981−2010年平均)の気候 | ケロウナ（ケロウナ国際空港）(1981−2010年平均)の気候 | ケロウナ（ケロウナ国際空港）(1981−2010年平均)の気候 | ケロウナ（ケロウナ国際空港）(1981−2010年平均)の気候 | ケロウナ（ケロウナ国際空港）(1981−2010年平均)の気候 | ケロウナ（ケロウナ国際空港）(1981−2010年平均)の気候 | ケロウナ（ケロウナ国際空港）(1981−2010年平均)の気候 | ケロウナ（ケロウナ国際空港）(1981−2010年平均)の気候 | ケロウナ（ケロウナ国際空港）(1981−2010年平均)の気候 |
| 月                                                  | 1月                                                 | 2月                                                 | 3月                                                 | 4月                                                 | 5月                                                 | 6月                                                 | 7月                                                 | 8月                                                 | 9月                                                 | 10月                                                | 11月                                                | 12月                                                | 年                                                  |
| --------------------------------------------------- | --------------------------------------------------- | --------------------------------------------------- | --------------------------------------------------- | --------------------------------------------------- | --------------------------------------------------- | --------------------------------------------------- | --------------------------------------------------- | --------------------------------------------------- | --------------------------------------------------- | --------------------------------------------------- | --------------------------------------------------- | --------------------------------------------------- | --------------------------------------------------- |
| 最高気温記録 °C （°F）                              | 14.8 (58.6)                                         | 14.7 (58.5)                                         | 20.8 (69.4)                                         | 28.1 (82.6)                                         | 34.4 (93.9)                                         | 45.7 (114.3)                                        | 39.7 (103.5)                                        | 39.3 (102.7)                                        | 34.8 (94.6)                                         | 26.8 (80.2)                                         | 20.6 (69.1)                                         | 14.5 (58.1)                                         | 39.5 (103.1)                                        |
| 平均最高気温 °C （°F）                              | 0.8 (33.4)                                          | 3.6 (38.5)                                          | 10.1 (50.2)                                         | 15.5 (59.9)                                         | 20.2 (68.4)                                         | 24.2 (75.6)                                         | 27.9 (82.2)                                         | 27.6 (81.7)                                         | 21.7 (71.1)                                         | 13.4 (56.1)                                         | 5.6 (42.1)                                          | 0.7 (33.3)                                          | 14.3 (57.7)                                         |
| 日平均気温 °C （°F）                                | −2.5 (27.5)                                         | −0.9 (30.4)                                         | 4.1 (39.4)                                          | 8.4 (47.1)                                          | 12.8 (55)                                           | 16.6 (61.9)                                         | 19.5 (67.1)                                         | 19.1 (66.4)                                         | 13.9 (57)                                           | 7.3 (45.1)                                          | 1.6 (34.9)                                          | −2.6 (27.3)                                         | 8.1 (46.6)                                          |
| 平均最低気温 °C （°F）                              | −5.8 (21.6)                                         | −5.3 (22.5)                                         | −2.0 (28.4)                                         | 1.3 (34.3)                                          | 5.4 (41.7)                                          | 9.1 (48.4)                                          | 11.1 (52)                                           | 10.6 (51.1)                                         | 5.9 (42.6)                                          | 1.3 (34.3)                                          | −2.4 (27.7)                                         | −5.9 (21.4)                                         | 1.9 (35.4)                                          |
| 最低気温記録 °C （°F）                              | −31.7 (−25.1)                                       | −25.3 (−13.5)                                       | −19.4 (−2.9)                                        | −8.9 (16)                                           | −4.2 (24.4)                                         | −0.6 (30.9)                                         | 2.6 (36.7)                                          | 0.6 (33.1)                                          | −6.1 (21)                                           | −15.7 (3.7)                                         | −28.4 (−19.1)                                       | −36.1 (−33)                                         | −36.1 (−33)                                         |
| 降水量 mm （inch）                                  | 31.0 (1.22)                                         | 19.0 (0.748)                                        | 21.6 (0.85)                                         | 29.1 (1.146)                                        | 40.2 (1.583)                                        | 45.9 (1.807)                                        | 37.2 (1.465)                                        | 32.1 (1.264)                                        | 32.4 (1.276)                                        | 29.2 (1.15)                                         | 36.7 (1.445)                                        | 32.6 (1.283)                                        | 386.9 (15.232)                                      |
| 降雪量 cm （inch）                                  | 26.9 (10.59)                                        | 10.8 (4.25)                                         | 4.8 (1.89)                                          | 0.8 (0.31)                                          | 0.0 (0)                                             | 0.0 (0)                                             | 0.0 (0)                                             | 0.0 (0)                                             | 0.0 (0)                                             | 0.1 (0.04)                                          | 13.6 (5.35)                                         | 32.0 (12.6)                                         | 89.0 (35.04)                                        |
| 平均降雨日数 （≥0.2 mm）                            | 5.6                                                 | 6.2                                                 | 8.8                                                 | 10.7                                                | 12.2                                                | 12.0                                                | 9.2                                                 | 8.5                                                 | 8.3                                                 | 11.3                                                | 11.0                                                | 4.2                                                 | 107.8                                               |
| 平均降雪日数 （≥0.2 cm）                            | 10.0                                                | 5.6                                                 | 2.4                                                 | 0.6                                                 | 0.0                                                 | 0.0                                                 | 0.0                                                 | 0.0                                                 | 0.0                                                 | 0.2                                                 | 4.7                                                 | 11.0                                                | 34.5                                                |
| % 湿度                                              | 76.4                                                | 65.2                                                | 48.8                                                | 39.8                                                | 40.0                                                | 39.3                                                | 35.6                                                | 36.2                                                | 42.2                                                | 55.6                                                | 70.6                                                | 75.7                                                | 52.1                                                |
| 平均月間日照時間                                    | 39.4                                                | 80.9                                                | 148.5                                               | 191.0                                               | 238.2                                               | 244.9                                               | 297.8                                               | 281.6                                               | 216.2                                               | 124.5                                               | 50.9                                                | 35.1                                                | 1,948.9                                             |
| 出典：                                              |                                                     |                                                     |                                                     |                                                     |                                                     |                                                     |                                                     |                                                     |                                                     |                                                     |                                                     |                                                     |                                                     |

| ケロウナ（ケロウナ国際空港）(1961−1990年平均)の気候 | ケロウナ（ケロウナ国際空港）(1961−1990年平均)の気候 | ケロウナ（ケロウナ国際空港）(1961−1990年平均)の気候 | ケロウナ（ケロウナ国際空港）(1961−1990年平均)の気候 | ケロウナ（ケロウナ国際空港）(1961−1990年平均)の気候 | ケロウナ（ケロウナ国際空港）(1961−1990年平均)の気候 | ケロウナ（ケロウナ国際空港）(1961−1990年平均)の気候 | ケロウナ（ケロウナ国際空港）(1961−1990年平均)の気候 | ケロウナ（ケロウナ国際空港）(1961−1990年平均)の気候 | ケロウナ（ケロウナ国際空港）(1961−1990年平均)の気候 | ケロウナ（ケロウナ国際空港）(1961−1990年平均)の気候 | ケロウナ（ケロウナ国際空港）(1961−1990年平均)の気候 | ケロウナ（ケロウナ国際空港）(1961−1990年平均)の気候 | ケロウナ（ケロウナ国際空港）(1961−1990年平均)の気候 |
| 月                                                  | 1月                                                 | 2月                                                 | 3月                                                 | 4月                                                 | 5月                                                 | 6月                                                 | 7月                                                 | 8月                                                 | 9月                                                 | 10月                                                | 11月                                                | 12月                                                | 年                                                  |
| --------------------------------------------------- | --------------------------------------------------- | --------------------------------------------------- | --------------------------------------------------- | --------------------------------------------------- | --------------------------------------------------- | --------------------------------------------------- | --------------------------------------------------- | --------------------------------------------------- | --------------------------------------------------- | --------------------------------------------------- | --------------------------------------------------- | --------------------------------------------------- | --------------------------------------------------- |
| 平均最高気温 °C （°F）                              | −0.7 (30.7)                                         | 2.8 (37)                                            | 9.4 (48.9)                                          | 15.2 (59.4)                                         | 20 (68)                                             | 24.3 (75.7)                                         | 27.6 (81.7)                                         | 27.2 (81)                                           | 20.9 (69.6)                                         | 13.5 (56.3)                                         | 5.4 (41.7)                                          | 0.2 (32.4)                                          | 13.8 (56.8)                                         |
| 日平均気温 °C （°F）                                | −4.5 (23.9)                                         | −1.7 (28.9)                                         | 3.4 (38.1)                                          | 7.9 (46.2)                                          | 12.4 (54.3)                                         | 16.4 (61.5)                                         | 18.8 (65.8)                                         | 18.5 (65.3)                                         | 13.1 (55.6)                                         | 7 (45)                                              | 1.3 (34.3)                                          | −3.3 (26.1)                                         | 7.4 (45.3)                                          |
| 平均最低気温 °C （°F）                              | −8.4 (16.9)                                         | −6.3 (20.7)                                         | −2.7 (27.1)                                         | 0.5 (32.9)                                          | 4.7 (40.5)                                          | 8.4 (47.1)                                          | 10 (50)                                             | 9.7 (49.5)                                          | 5.3 (41.5)                                          | 0.5 (32.9)                                          | −2.9 (26.8)                                         | −6.9 (19.6)                                         | 1 (34)                                              |
| 降水量 mm （inch）                                  | 31.1 (1.224)                                        | 23.1 (0.909)                                        | 22.1 (0.87)                                         | 25.1 (0.988)                                        | 37.6 (1.48)                                         | 36.9 (1.453)                                        | 33.7 (1.327)                                        | 33.9 (1.335)                                        | 35.8 (1.409)                                        | 21.9 (0.862)                                        | 28.4 (1.118)                                        | 36.9 (1.453)                                        | 366.4 (14.425)                                      |
| 出典：                                              |                                                     |                                                     |                                                     |                                                     |                                                     |                                                     |                                                     |                                                     |                                                     |                                                     |                                                     |                                                     |                                                     |

## 交通

### 公共交通
ケロウナ地域交通システムがケロウナ市周辺の公共交通を運営している。スコットランド企業のファーストグループ社によって委託運行されている。運営資金はケロウナ市、セントラルオカナガン地域、レイクカントリーとBCトランジットによって出資されている。

### 空港
ケロウナ国際空港が市街地中心部から北へ10 kmほどの所にある。カルガリー、エドモントン、トロント、バンクーバー、ビクトリア、ラスベガス、ホノルル、シアトルなどへの定期直行便が就航している。季節によっては、メキシコやヨーロッパへの直行便も出ている。
空港からケロウナの中心部へ市営バスを使う場合には23番（Lake Country）または90番（North Okanagan Connector）バスに乗り、ブリティッシュコロンビア大学で97番バスに乗り換える必要がある。23番バスの運行間隔は平日でも30分間隔であり、午後7時以降や休日には空港を経由しない。90番バスは、平日のラッシュアワーのみ運行する。夜間や休日は、私営のシャトルバスやタクシー等を利用する必要がある。

### 道路網
街の中心を州道97号線が東西に横断し、州道33号線がラットランド地区で南東に延びる。ケロウナとオカナガン湖を挟んだ西側にあるウェストケロウナへは、5車線のウィリアム・R・ベネット橋により結ばれている。街の中心を通る州道97号線の交通量を分散させるため、中心部からブリティッシュコロンビア大学までを結ぶバイパス道路が計画中である。
バンクーバーからケロウナへの最短ルートはトランスカナダハイウェイ1号線、州道5号線（コキハラ高速道路）と州道97C号線（オカナガンコネクター）を経由するルートであり、所要時間は約4時間。州道5号線や州道97C号線は、年間を通して雪が降る地域を通過する。10月頃から悪天候のため道路が通行止めになる事も多い。通行止めになった場合は、カムループスを経由し南下しなければならない。トランスカナダハイウェイと州道5号線のジャンクションには各道路の状況が表示されている。

## 観光
壮大なオカナガン湖と多数の果樹園に囲まれたケロウナ市は、カナダでも人気の観光都市である。特に夏のシーズンはさまざまな地域からの観光客が集まり、湖畔には湖水浴やウォータースポーツを楽しむ人々で賑わう。さらにケロウナ市周辺には多数のゴルフ場やワイナリーが存在し、重要な観光資源として知られている。また、ケロウナ市内から車で2時間以内の所に2つの大規模スキーリゾート、ビッグホワイト（Big White）とシルバースター（Silver Star）も存在し、冬季は多くのスキー客が訪れる。

## 教育

### 高等教育
- ブリティッシュコロンビア大学 (UBC)
- オカナガンカレッジ (OC)
- ジャスティス・インスティテュート・オブ・ブリティッシュコロンビア (JIBC)
- スプロットショーコミュニティーカレッジ (SSCC)
- The Centre for Arts and Technology

### 図書館
オカナガン地域図書館により運営されている公立図書館が市内に3箇所ある。
- ケロウナ図書館
- ウエストケロウナ図書館
- ラットランド図書館
- ミッション図書館

## 姉妹都市・友好都市
- 春日井市 （日本 愛知県）
  - 1981年2月5日 - 姉妹都市提携[12]
- フェーンダム （オランダ フローニンゲン州）

春日井市からは、毎年夏に公立中学校生による「ケローナ訪問団」が派遣されている。現在まで、親善訪問団の派遣・歓迎や青年大使の受け入れなどを通じて市民交流を行っている。また、春日井市には「ケローナ通り」があり、セイルのレプリカがある。ケロウナには「春日井ガーデン」という日本庭園がある。

### 文化
ケロウナには日本文化を継承する「Yamabiko Taiko」と言う和太鼓のグループがあり、BCの州全体で活発に演奏活動を行っており、色々なボランティア演奏も行っている

## 出身有名人
- ケルシー・セルワ（フリースタイルスキー選手）
- ジャニス・ジョード（女優、ミュージシャン、作家）
- ポール・ヨハンセン（俳優）- スポケーン生まれケロウナ育ち。
- テイラー・キッチュ（俳優、モデル）